# Letkovice

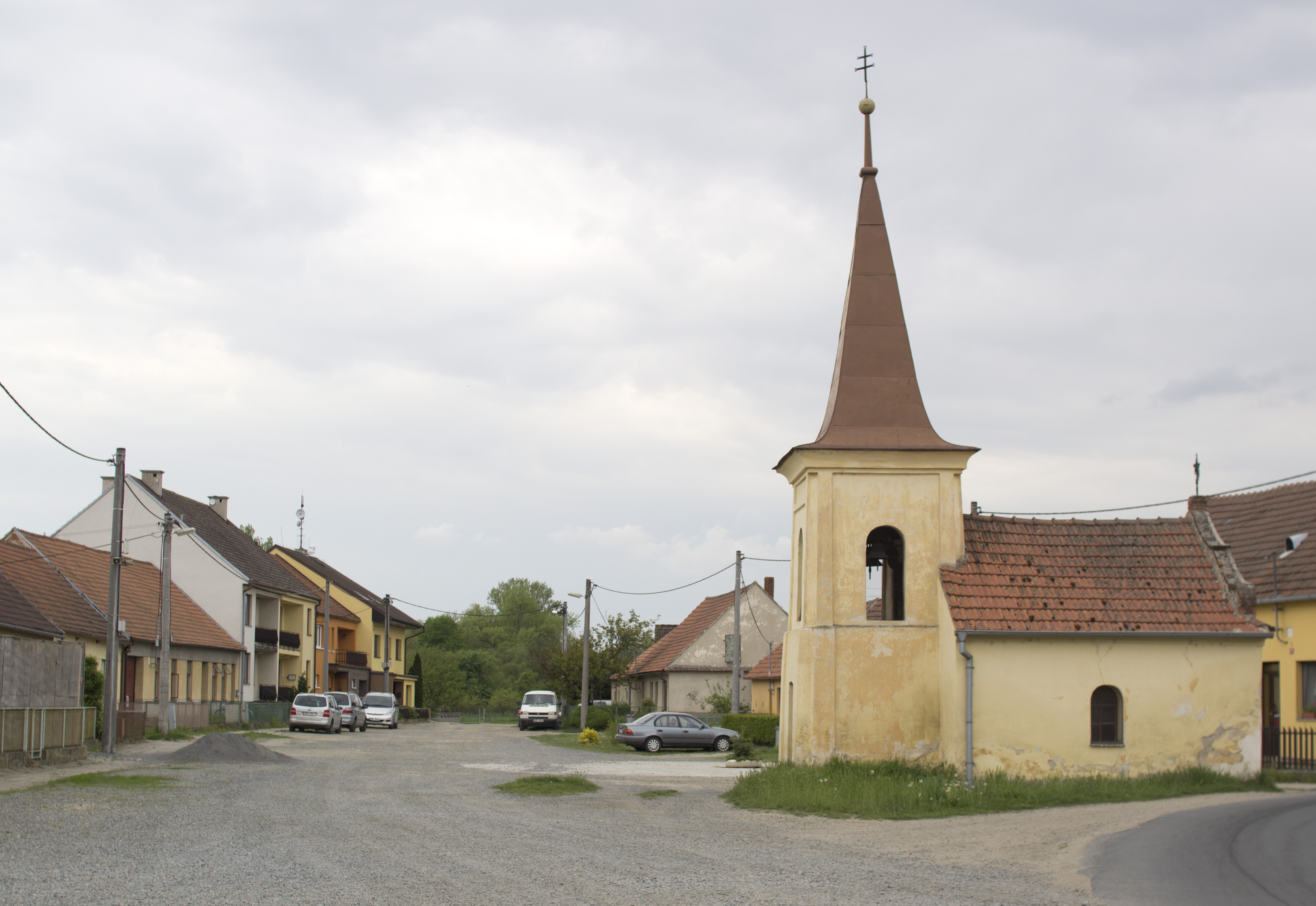
Dorfplatz und Kapelle

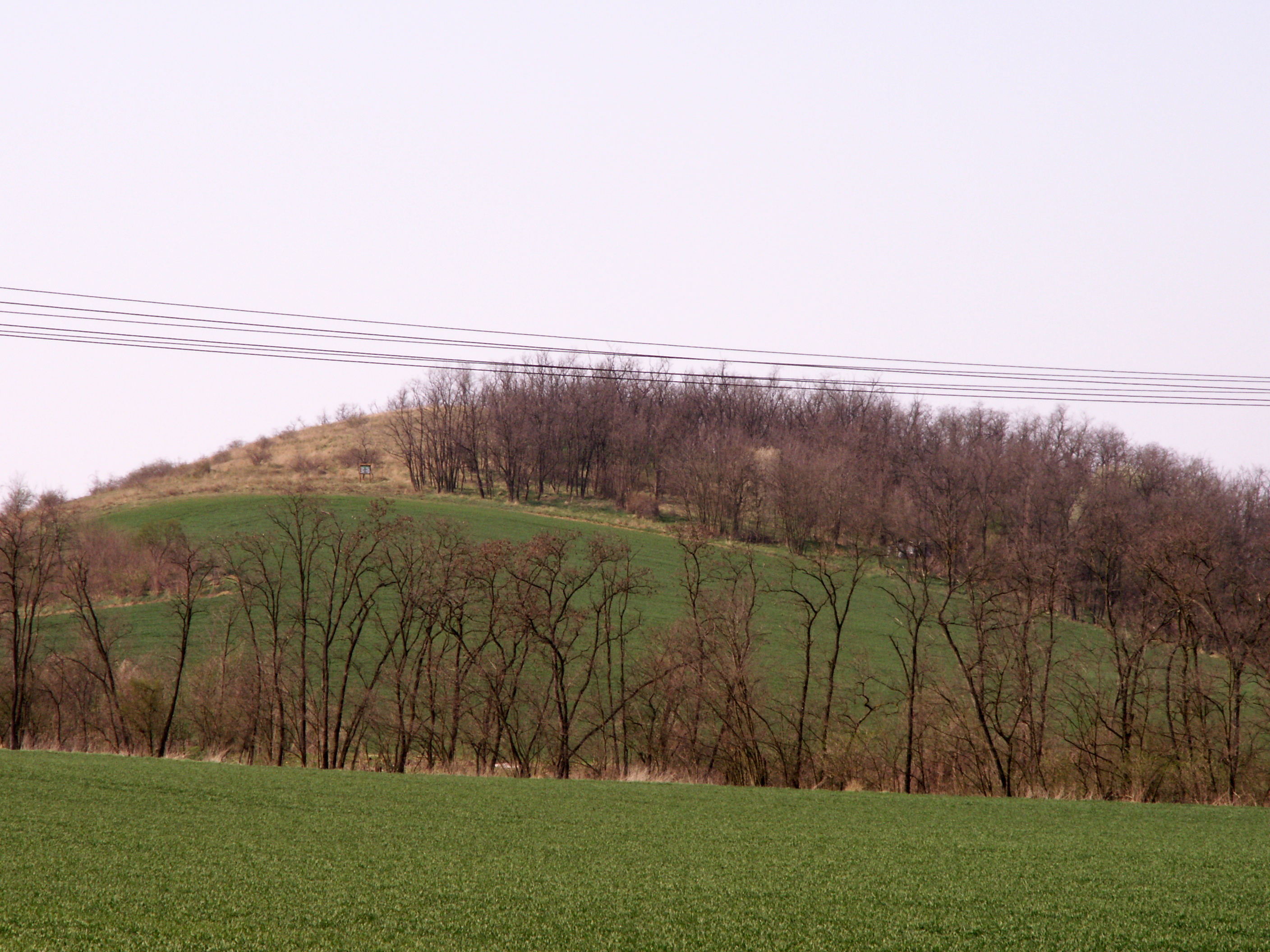
Bouchal

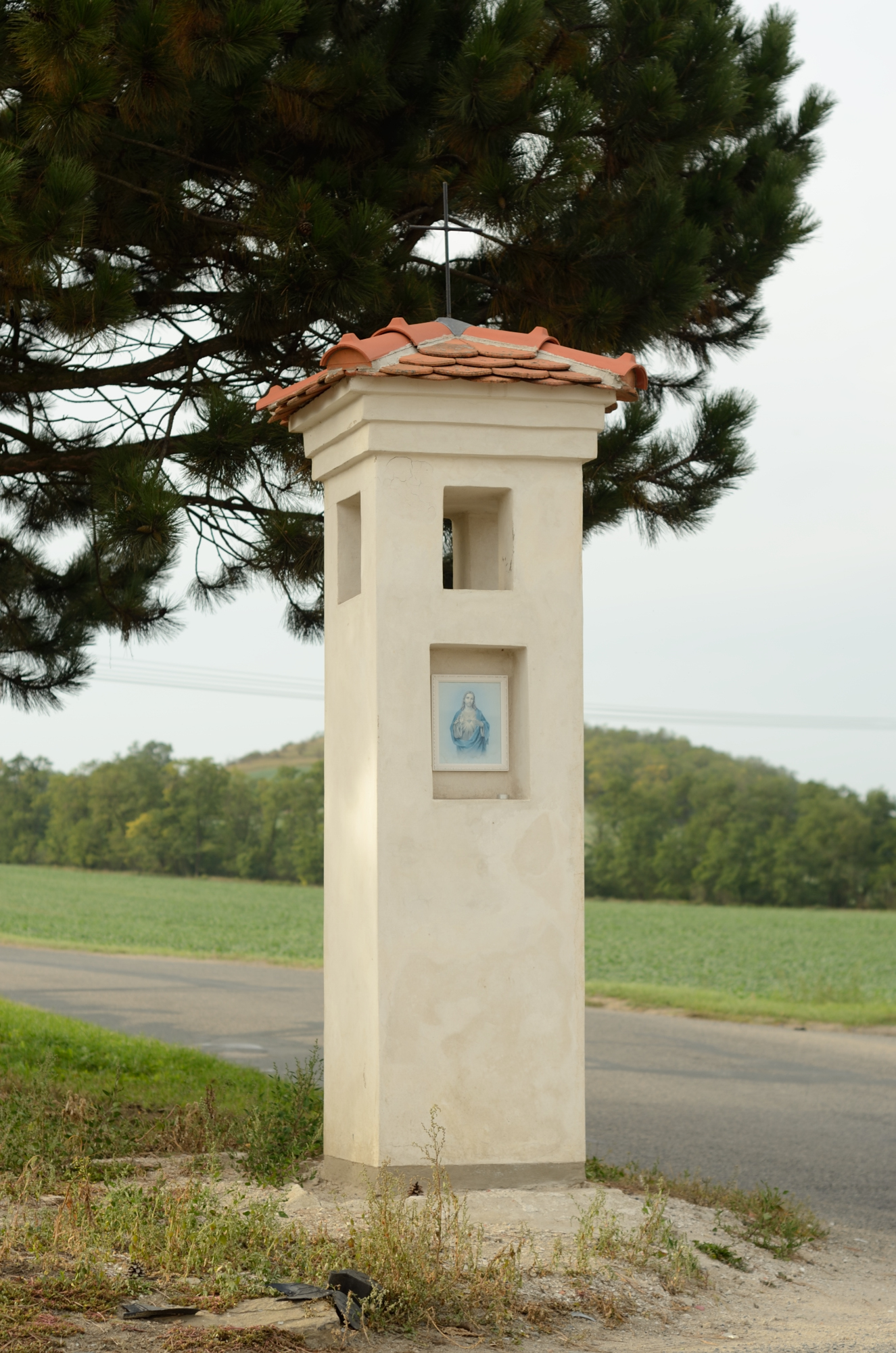
Bildstock

Letkovice (deutsch Ledkowitz) ist ein Ortsteil der Stadt Ivančice in Tschechien. Er liegt anderthalb Kilometer südwestlich von Ivančice und gehört zum Okres Brno-venkov in Südmähren.

## Geographie
Letkovice erstreckt sich in der Boskovická brázda (Boskowitzer Furche) am linken Ufer der Jihlava bis zur Einmündung der Oslava. Nördlich erhebt sich der Bouchal (Bauchal, 277 m n.m.), im Südosten die Réna (Reinberg, 319 m n.m.) und der U Buku (Buchenberg, 382 m n.m.), südwestlich der Na Babě (Budkowitzer Berg, 328 m n.m.) sowie im Westen der Hlinek (260 m n.m.). Gegen Südwesten liegt der Teich Letkovický rybník.
Nachbarorte sind Oslavany im Norden, Ivančice im Nordosten, Němčice im Südosten, Alexovice im Süden, Řeznovice im Südwesten, Hrubšice im Westen sowie Nová Ves und Dolina im Nordwesten.

## Geschichte
Erstmals urkundlich erwähnt wurde Litkowicz 1228 als Besitz der Zisterzienserinnenabtei Vallis Sanctae Mariae in Oslawan. Das Dorf gehörte zu den Gütern mit denen Königin Konstanze von Ungarn das neugegründete Kloster dotiert hatte. Nachdem die Abtei 1525 aufgegeben worden war, gelangten deren Güter an weltliche Besitzer. Ab 1586 gehörte die Herrschaft Oslawan den Grafen von Althan, 1654 gelangte sie durch Heirat an die Herren von Mollart. Peter Ernst von Mollart verkaufte Oslawan mit allem Zubehör, darunter Ledkowicz 1712 an die Zisterzienserinnenabtei Maria Saal in Altbrünn. Nach deren Aufhebung im Zuge der Josephinischen Reformen fielen die Oslawaner Güter 1782 dem Religionsfonds zu, der sie 1789 erblich an Johann Nepomuk von Scharff verpachtete. Im Jahre 1800 kaufte Scharff die Herrschaft. 
Im Jahre 1835 bestand das im Brünner Kreis gelegene Dorf Ledkowitz bzw. Ledkowyce aus 46 Häusern, in denen 242 Personen lebten. Pfarrort war Oslawan. Bis zur Mitte des 19. Jahrhunderts blieb Ledkowitz der Allodialherrschaft Oslawan untertänig.
Nach der Aufhebung der Patrimonialherrschaften bildete Ledkovice / Ledkowitz ab 1849 eine Gemeinde im Gerichtsbezirk Eibenschitz. Ab 1869 gehörte das Dorf zum Bezirk Brünn; zu dieser Zeit hatte Ledkovice 320 Einwohner und bestand aus 53 Häusern. Im Jahre 1900 lebten in Ledkovice 417 Personen; 1910 waren es 470. 1920 wurde die Gemeinde dem neu geschaffenen Okres Brno-venkov zugeordnet. Beim Zensus von 1921 lebten in den 83 Häusern des Dorfes 460 Tschechen. Der tschechische Ortsname wurde 1924 in Letkovice geändert. Im Jahre 1930 hatte Letkovice 539 Einwohner und bestand aus 105 Häusern. Nach der deutschen Besetzung gehörte die Gemeinde Letkovice / Ledkowitz von 1939 bis 1945 zum Protektorat Böhmen und Mähren. Im Jahre 1948 wurde Letkovice in den Okres Rosice umgegliedert. Die Eingemeindung nach Ivančice erfolgte 1949. 1950 lebten in Letkovice 564 Personen. Im Zuge der Gebietsreform und der Aufhebung des Okres Rosice kam das Dorf am 1. Juli 1960 zum Okres Brno-venkov zurück. Beim Zensus von 2001 lebten in den 195 Häusern von Letkovice 598 Personen.

## Ortsgliederung
Der Ortsteil Letkovice besteht aus den Grundsiedlungseinheiten Letkovice und Letkovická niva. Der Ortsteil bildet einen Katastralbezirk.

## Sehenswürdigkeiten
- Kapelle des hl. Johannes von Nepomuk und der Jungfrau Maria, auf dem Dorfplatz
- Nischenkapelle, an der Kreuzung
- Steinernes Kreuz, nördlich des Dorfes an der Straße nach Oslavany
- Steinernes Kreuz, am Abzweig im westlichen Teil des Dorfes, geschaffen 1867
- Wegkreuz am Hlinek, errichtet 1898
- Bildstock, nördlich des Dorfes am Abzweig nach Oslavany
- Gedenkstein für die Gefallenen des Ersten Weltkrieges, auf den Dorfplatz
- Naturdenkmal Bouchal